# Episodi di The Main Chance (seconda stagione)
La seconda stagione della serie televisiva The Main Chance, composta da 13 episodi, è stata trasmessa nel Regno Unito sulla ITV dal 14 settembre al 7 dicembre 1970.
In Italia, la serie è tuttora inedita.
| nº | Titolo originale                   | Titolo italiano | Prima TV originale | Prima TV Italia |
| -- | ---------------------------------- | --------------- | ------------------ | --------------- |
| 1  | A Time to Love, A Time to Die      |                 | 14 settembre 1970  |                 |
| 2  | It Could Happen to You             |                 | 21 settembre 1970  |                 |
| 3  | First, You Eat - Later We Ruin You |                 | 28 settembre 1970  |                 |
| 4  | A Little Black and White Lie       |                 | 5 ottobre 1970     |                 |
| 5  | The Walls of Jericho               |                 | 12 ottobre 1970    |                 |
| 6  | A View from the Chair              |                 | 19 ottobre 1970    |                 |
| 7  | The Best Legal System in the World |                 | 26 ottobre 1970    |                 |
| 8  | The Piper Calls the Tune           |                 | 2 novembre 1970    |                 |
| 9  | A Man I Know to Be Innocent…       |                 | 9 novembre 1970    |                 |
| 10 | A Vision of the Future             |                 | 16 novembre 1970   |                 |
| 11 | The Lady Who Went Too Far          |                 | 23 novembre 1970   |                 |
| 12 | Settlement Day                     |                 | 30 novembre 1970   |                 |
| 13 | Private Armies                     |                 | 7 dicembre 1970    |                 |